# Bob Löwenstein
Bob Löwenstein (Berlijn, 24 juni 1928 – Zaamslag, 11 oktober 2018) was een Nederlands regisseur en acteur.

## Loopbaan
Löwenstein werd als Daniel Friedrich Löw geboren en was een zoon van de Oostenrijkse dirigent Arthur Löwenstein. Hij groeide op in Antwerpen, vluchtte naar Oostenrijk, waar hij werd opgeleid tot acteur en regisseur en kwam in 1956 naar Nederland.
Hij regisseerde onder andere de televisieseries De kleine zielen en Sil de Strandjutter en was betrokken bij de televisieserie Swiebertje. Zijn regie van Boerin in Frankrijk, een televisieserie gebaseerd op de boeken van Wil den Hollander, oogstte veel kritiek.
Löwenstein speelde in twee afleveringen van de televisieserie De Fuik en had een rolletje in Soldaat van Oranje (1977).

## Privéleven
Löwenstein was sinds 1961 gehuwd met de actrice Wieke Haitsma Mulier, die hij bij het Zuidelijk Toneel had leren kennen. Ze kregen twee zoons die beiden acteur werden, Victor Löw (1962) en Ernst Löw (1964). Hij overleed op 90-jarige leeftijd.